# Шивон Зіліс
Шивон Еліс Зіліс (нар. прибл. 8 лютого 1986 р.) — канадська венчурна капіталістка в галузі технологій і штучного інтелекту.

## Ранні роки
Народилася в Маркхемі , Онтаріо, Канада, і має пенджабо-індійське та канадське походження. Вона єдина дитина, і один з її батьків колишній федеральний чиновник. Її мати — іммігрантка з Пенджабу. Зіліс закінчила середню школу Мархема Юніонвіль. У 2008 році вона закінчила Єльський університет за академічну та спортивну стипендію, здобувши ступінь з економіки та філософії. Вона ототожнює себе з філософами Фрідріхом Ніцше та Девідом Г'юмом. У Єльському університеті вона грала в хокейній команді, і їй приписують один із найкращих відсотків сейвів за всю історію як воротарки у школі. Крім легкої атлетики, вона грала на барабанах і гітарі та читала літературу. Канадський гурт Our Lady Peace надихнув Зіліс прочитати "Епоху духовних машин" Рея Курцвейла, і відтоді вона вивчає штучний інтелект.

## Кар'єра
Після закінчення Єльського університету Зіліс спочатку планувала повернутися до Канади, але натомість розпочала кар'єру в IBM у Нью-Йорку, працюючи у сфері фінансових технологій у країнах, що розвиваються, особливо в Перу та Індонезії. З 2012 по 2018 рік вона була однією з інвесторів-засновників і партнеркою Bloomberg Beta, що фінансується Bloomberg LP, використовуючи те, що вона називає «машинним інтелектом».
У 2015 році Зіліс була включена до списку Forbes 30 до 30 для венчурного капіталу. Зіліс працює директором з операцій і спеціальних проєктів у Neuralink і підпорядковується безпосередньо Ілону Маску. Зіліс познайомилася з Маском через свою некомерційну роботу в OpenAI, членкинею правління якої вона зараз є. Попри те, що Маск став співзасновником OpenAI, станом на 2019 рік він більше не брав участі в організації чи її раді. З 2017 по 2019 рік Зіліс очолювала проєкт у команді розробників продуктів і мікросхем фірми Tesla, Inc.

## Особисте життя
У липні 2022 року стало відомо завдяки отриманню судових документів округу Тревіс, штат Техас, що в листопаді 2021 року зіліс народила від Ілона Маска близнюків. У 2020 році Зіліс заявила, що Маск є людиною, якою вона захоплюється найбільше, попри критику на його адресу. Відповідно до судових документів для реєстрації імен близнюків Маск і Зіліс вказали ту саму адресу в Остіні.